# (T)Raumschiff Surprise – Periode 1
(T)Raumschiff Surprise – Periode 1 ist eine deutsche Kinokomödie, die unter der Regie von Michael „Bully“ Herbig entstand. Sie parodiert zahlreiche andere Filme, insbesondere aus den Science-Fiction-Universen von Star Trek und Star Wars. Die Premiere fand am 19. Juli 2004 in München statt; in die deutschen Kinos kam der Film am 22. Juli 2004. Mit insgesamt 9,165 Millionen Besuchern belegt er auf der Liste der erfolgreichsten deutschen Filme seit Beginn der Erfassung im Jahr 1980 Platz 2 hinter Der Schuh des Manitu (ebenfalls von Herbig).
In den Hauptrollen sind Michael Herbig, Rick Kavanian, Christian Tramitz, Anja Kling, Til Schweiger und Sky du Mont zu sehen.

## Handlung

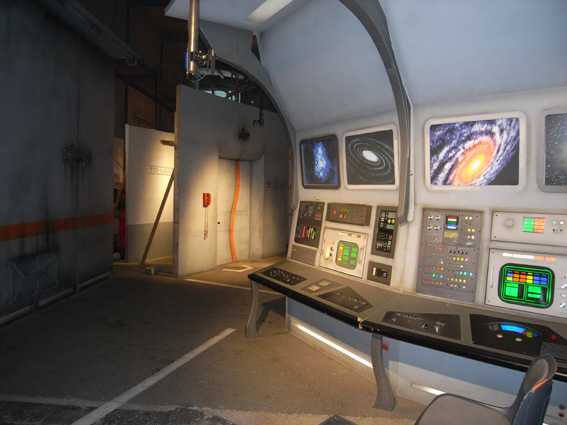
Kulisse des Traumschiffs

Am 22. Juli 2004 (drei Tage nach der Premiere des Films) stürzte ein Außerirdischer (H2O2) mit seinem UFO in der Wüste von Nevada ab. Dieser erste Kontakt mit einer außerirdischen Intelligenz ermöglichte es der Menschheit fünfzig Jahre später, den Mars zu besiedeln. Jetzt, im Jahr 2304, will Rogul, der böse Regulator der Marskolonie, die Erde unterwerfen.
Nach dem ersten Angriff bleiben der Menschheit auf der Erde unter Königin Metapha und ihren Senatoren nur noch wenige Stunden, der Vernichtung zu entgehen. Da hat Metaphas Konsul eine Idee: Eine Mannschaft soll in die Vergangenheit reisen und die Marsbesiedelung durch die Zerstörung des UFOs mit einem Schweizer Taschenlaser verhindern. Die einzige während der Wirren des Krieges noch zur Verfügung stehende Mannschaft ist die des (T)Raumschiffes „Surprise“ mit Kapitän Jürgen Thorsten Kork, Mr. Spuck und Chefingenieur Schrotty. Obwohl der Senat um die mangelnden Qualifikationen weiß, wird die Mannschaft aufgrund der Hoffnungslosigkeit dennoch zur Erde beordert.
Die drei homosexuellen Astronauten folgen nur widerwillig dem Befehl, zur Erde zurückzukehren, da sie gerade für die Miss-Waikiki-Wahl in Honolulu trainieren. Allerdings erzählt der Steuermann Popowitsch, dass bei Befehlsverweigerung der Urlaub gestrichen wird, und so lassen sie sich zu dem waghalsigen Kommando überreden. Da der Mopsantrieb der Surprise einen Marderschaden hat und das Beamen zur Erde nicht funktioniert, müssen die drei ein Weltraumtaxi rufen. Mit diesem, gesteuert von Rock Fertig-Aus, gelangen sie trotz Beschuss durch Raumschiffe des sogenannten „Kampfkeksgeschwaders“ des Regulators in die „City of Government“ zu Königin Metapha.
Den drei Astronauten wird im Senat vom Konsul der Plan und die Funktion der Zeitmaschine in Form eines Sofas erläutert. Während bereits die ersten Marsianer in den Palast stürmen und Schrotty gefangen nehmen, setzen sich Metapha, Kapitän Kork, Mr. Spuck und Taxifahrer Rock auf das Zeitreise-Sofa und entkommen im letzten Augenblick. Die Senatoren hingegen werden in die Waschküche gesperrt und Schrotty, da er keine Informationen preisgeben will, mit einer Bratpfanne niedergeschlagen. Jens Maul, der Sohn des Regulators Rogul, baut mit Hilfe der beschlagnahmten Gebrauchsanweisung für das Zeitreise-Sofa sein Moped in eine Zeitmaschine um und folgt in Roguls Auftrag den Helden in die Vergangenheit.
Das Zeitreise-Sofa funktioniert jedoch nicht zuverlässig: Die Helden reisen zu weit in die Vergangenheit, landen im Jahr 1304 und werden von Herzog „William dem Letzten von Shareholding“ in Ketten gelegt. Bei einem Turnier muss Rock gewinnen, um zu verhindern, dass der Herzog Metapha zur Frau nimmt und die übrigen Gefangenen verbrennen lässt. Rocks Gegner ist ein schwarzer Ritter, der sich als Jens Maul entpuppt. Der schwarze Ritter gewinnt das Turnier gegen Rock zwar, doch Metapha, Kapitän Kork, Mr. Spuck und Rock entkommen mit der Zeitmaschine durch eine List der Königin: Sie lässt den Herzog ein Foto von sich und den anderen auf dem Scheiterhaufen machen, und genau in dem Moment, als William den Auslöser der Kamera betätigt, verschwindet das Zeitreise-Sofa mit den Gefangenen. William der Letzte wird daraufhin von seinem Berater als Hexer bezeichnet und unter dem Jubel des Volkes auf den Scheiterhaufen beordert.
Diesmal landen die vier Zeitreisenden in der Kleinstadt Groom Lake City im Wilden Westen. Kurz nach ihrer Ankunft wird das Zeitreise-Sofa jedoch von einem heranrasenden Zug zerstört, da es genau auf einem Eisenbahngleis gelandet ist. Die Handlung spielt dort zur selben Zeit wie in Der Schuh des Manitu, wodurch auch dieselben Figuren aus diesem Film auftauchen. Um 12 Uhr mittags leeren sich schlagartig die Straßen, denn der gefürchtete Bandit Santa Maria trifft mit zwei seiner wüsten Kumpane ein. Während Santa Maria mit seinem Handlanger Jim bei einer Verkaufsveranstaltung alten Damen Rheumadecken verkauft, geraten Kapitän Kork und Mr. Spuck auf der Straße ahnungslos mit einem seiner Kumpane, John, aneinander. Die beiden bemerken ihn zuerst nicht, da sie miteinander streiten. Während dieses Streits schießt John Mr. Spuck den Schweizer Taschenlaser aus der Hand und bekommt so endlich Aufmerksamkeit. Ohne es zu bemerken, liefern Kork und Mr. Spuck sich ein Western-Duell gegen John. Dieser greift zur Waffe und feuert, doch während des Schusses schleicht Metapha sich von hinten an und schlägt John mit einem Blumentopf zu Boden. Der Schuss befreit Kork und Mr. Spuck von der Kette, mit der die beiden von William dem Letzten im Mittelalter gefangen gehalten wurden.
Jens Maul findet den Schweizer Taschenlaser und will auf seinem Moped fliehen. Jedoch bemerkt Rock Fertig-Aus dies, springt auf ein Pferd und jagt ihm nach. Nach einer Weile verfängt sich Jens Mauls Umhang im Triebwerk seines Zeitreise-Mopeds. Diese Chance nutzt Rock, Jens Maul per Lasso zu überwältigen, ihm die Zeitmaschine und den Taschenlaser abzunehmen und mit seinen Gefährten in die richtige Zeit zu reisen. Doch Jens Maul gibt nicht auf; er repariert das zerschmetterte Zeitsofa und folgt ihnen. In der Wüste von Nevada angekommen, liefern Rock und Jens Maul sich einen Zweikampf mit ihren Laserwaffen. Als Rock zu Boden geht und Maul zum entscheidenden Schlag ansetzen will, landet das UFO und trifft Jens Maul am Kopf, der mit einem darauf folgenden Faustschlag von Rock außer Gefecht gesetzt wird.
Der Außerirdische aus dem fußballgroßen Raumschiff beklagt sich in unbekannter Sprache, aber verständlich gestikulierend über den Absturz durch einen Schaden am Raumschiff. Dann will er etwas trinken, verschluckt sich aber dabei. Daher drückt Mr. Spuck dem Männchen das Asthmaspray von Jens Maul in den Mund, woraufhin das Alien platzt. Rock zerstört das UFO mit dem Schweizer Taschenlaser, um so die Mission abzuschließen und die (spätere) Welt zu retten. Damit die Zeitreisenden ins Jahr 2304 zurückkehren können, muss Mr. Spuck traurig in der Wüste von Nevada zurückbleiben, da ansonsten die ramponierte Zeitmaschine genau um Mr. Spucks Gewicht überlastet wäre. Spuck wird vom FBI festgenommen und verhört. Da der Lügendetektor nicht ausschlägt, glaubt man ihm schließlich seine Geschichte und entlässt ihn wieder auf freien Fuß.
Als Königin Metapha, Kapitän Kork und Rock ins Jahr 2304 zurückkehren, werden sie von Spuck und den anderen Mitgliedern der „Surprise“ begrüßt. Zur Erklärung weist Mr. Spuck darauf hin, dass er eine Vulcanette Vulgaris sei, die bis zu 400 Jahre alt werden können, weil sie zur Gattung der Galápagos-Riesenschildkröten gehören, was Kork und Schrotty ihm zuvor nie glauben wollten. Zudem hat der mittlerweile 335-jährige Spuck die letzten 300 Jahre damit verbracht, die Erde nach seinen Vorstellungen neu zu gestalten: Alles ist nun in Pink-Camouflage gefärbt. Endlich können Kapitän Kork, Mr. Spuck und Schrotty an der Wahl zur Miss Waikiki teilnehmen. Nach der Wahl (bei der Kork den ersten, Spucky den zweiten und Schrotty den dritten Platz belegt) singen die Sieger den Miss-Waikiki-Song. Nach dessen Ende taucht Jens Maul mit den Worten „Du kannst dich auf mich verlassen, Papi“ im Bild auf, was auf eine mögliche Fortsetzung verweist.
Anschließend kommt ein etwa zehnminütiger Abspann mit Dreharbeiten von misslungenen Szenen. Zum Schluss trifft während einer Kaffee-Runde mit Käsesahne-Torte an Bord der Surprise, bei der Spucky über die letzten 300 Jahre berichtet, überraschend ein Besucher auf der „Surprise“ ein: Der Apache Winnetouch fragt, ob ein Perlentaucher benötigt werde.

## Kassenerfolg
Bereits in der ersten Woche sahen den Film 3,43 Mio. Besucher, was die zweitbeste Startwoche in Deutschland bedeutet. Nach der Goldenen Leinwand des Hauptverbandes der Filmverleiher für 3 Mio. Besucher in 6 Tagen und den Platin Bogey für 5 Mio. Besucher in 13 Tagen erreichte das (T)Raumschiff Surprise auch die Goldene Leinwand mit Stern (für 6 Mio. Kinobesucher) in der Rekordzeit von nur 18 Tagen. Insgesamt sahen 9.154.492 Besucher den Film im Kino.

## Parodierte Filme
Der Film enthält Anspielungen auf folgende Filme:
- Das letzte Einhorn (Das Gemälde im Hintergrund bei dem Mahl von William dem Letzten und Königin Metapha)
- 2001: Odyssee im Weltraum
- Akte X – Die unheimlichen Fälle des FBI (Agenten Zweifeld, Baumfeld, Blickfeld und Reisfeld untersuchen Phänomene – der Name „K. Reisfeld“ kann auch als Anspielung auf die damalige nationale Sicherheitsberaterin der USA, Condoleezza Rice, und den damaligen US-Verteidigungsminister Donald Rumsfeld verstanden werden.)
- Contact (Die Reise mit dem Mofa durch den Zeittunnel)
- Das fünfte Element (Spacetaxi, Schlachtruf der Wache beim Regulator)
- Der letzte Countdown (Besatzungsmitglied aus der Zukunft bleibt in der Vergangenheit zurück)
- Der Schuh des Manitu (Überschneidung der Handlungsstränge)
- Die totale Erinnerung – Total Recall
- E.T.
- Herrliche Zeiten im Spessart (aufgrund einer Fehlfunktion der Zeitmaschine landen die Helden zuerst im Mittelalter, anschließend im 19. Jahrhundert und erst im dritten Anlauf im eigentlich beabsichtigten Jahr 2004)
- Independence Day (Invasion auf der Erde)
- Indiana Jones und der Tempel des Todes (Suche nach der Bedienungsanleitung während des Angriffs der Marsianer)
- Manta Manta (Als Spucky vorschlägt, das beschädigte Taxi doch einfach pink camouflage zu lackieren, zählt Rock (Til Schweiger) dessen Tuningeigenschaften auf. Die Art und Weise entspricht genau der von Berti (auch Til Schweiger) in Manta Manta gegenüber der Radioreporterin über seinen Breitbau-Manta)
- Matrix (Kameratechnik)
- Men in Black
- Minority Report (interaktives Hologramm, das von der Prinzessin durch Handbewegungen bedient wird)
- Natural Born Killers (das überfahrene Gummi-Schweinchen, das Rock Spucki schenkte, ganz am Anfang)
- Die Olsenbande (Rede des Käptns vor Jens Maul)
- Ritter aus Leidenschaft (Ritterturnier)
- Shrek – Der tollkühne Held (Kleid und Frisur von Metapha beim Mahl mit William dem Letzten ähneln denen von Fiona)
- Spiel mir das Lied vom Tod (das Western-Duell zwischen John, Spucky und Kapitän Kork)
- Star Trek
  - Der Titel und das Raumschiff ist an die Serie angelehnt (Raumschiff Enterprise – Traumschiff Surprise).
  - Die gesamte Crew kommt aus dem Star-Trek-Universum: Käpt’n Jürgen Thorsten Kork – Captain James Tiberius Kirk, Mr. Spuck – Mr. Spock, Schrotty – Scotty, Pulle – Pille. Das gilt auch für den Rest der Brückencrew: Fräulein Bora-Bora – Lt. Uhura, Mr. Nasi – Lt. Hikaru Sulu, Pawel Popowitsch – Fähnrich Pavel Chekov.
  - Beamen und Zeitreisen sind möglich.
  - Das Zurückbleiben von Mr. Spuck erinnert an das Selbstopfer von Spock in Star Trek II: Der Zorn des Khan.
- Star Wars
  - Die Wachen des Regulators ähneln der Imperialen Garde aus Star Wars.
  - Der „Regulator“ ist eine Anspielung auf den „Imperator“.
  - Jens Maul ähnelt Darth Vader, der schwer atmet. Dies wird allerdings als Asthma dargestellt. Der Helm seiner Ritterrüstung sieht von hinten wie Darth Vaders Helm aus doch er hat keine Maske. Der Name ist an Darth Maul angelehnt, der in Episode I außerdem ein Gefährt verwendet, das Jens Mauls Moped ähnelt.
  - Der Flug des Space Taxi erinnert stark an das Pod-Rennen (Flug durch Felsenlandschaft) in Episode I. Auch die Frontmotoren des Space Taxi, die kurz vor dem Abflug herausgefahren werden, sehen wie die eines Pod-Renners aus.
  - Die Schlachtschiffe in der Weltraumschlacht nach Verlassen der Surprise spielen direkt auf die Dreadnought- und Schlachtkreuzer-Klassen an
  - Rock erinnert an Han Solo, der Luke Skywalker und Obi-Wan Kenobi zu einem anderen Planeten fliegen soll.
  - Die Raumjäger der Marsianer ähneln T-16-Lufthüpfern.
  - Die Marsianer-Piloten erinnern an TIE-Piloten.
  - Königin Metapha ähnelt Prinzessin Leia und Königin Amidala.
  - Die Stadt City of Government sieht mit ihren Türmen wie Coruscant aus.
  - Lichtschwert-Duell kurz vor der Landung des UFOs.
  - Der Name des außerirdischen Piloten H2O2 erinnert (neben der Formel H2O2 = Wasserstoffperoxid) an den Droiden R2D2.
  - Der Satz: „Ich bin dein Vater!“ (Regulator zu Jens Maul – Darth Vader zu Luke Skywalker)
  - Der Titel spielt auch auf den von Star Wars: Episode I an.
  - Die Kommunikation über Hologramme.
  - Der Senat erinnert an die Regierung von Naboo und an den Rat der Jedi.
  - Die Sprache des Außerirdischen H2O2 erinnert an die des Separatisten Poggle der Geringere aus Star Wars: Episode II – Angriff der Klonkrieger.
  - Viele Dialoge zwischen Metapha und Rock im Wilden Westen erinnern an die zwischen Leia Organa und Han Solo in Episode V: Rock behauptet, die Prinzessin brauche ihn, weil sie ihn liebe, sie erwidert, dass er für die Mission wichtig sei; in Star Wars behauptet Han dies ebenfalls und Leia antwortet, er sei wegen seiner Führungsqualitäten wichtig für die Rebellion. Kurz darauf erklärt Rock Metapha, dass er das alles nicht für die Rettung der Welt tue, sondern nur sein Taxi repariert haben wolle; Han sagt, er tue das nicht für die Rebellion, sondern, weil er sein Geld wolle. Als Rock auf Jens Mauls Motorrad auftaucht, erklärt Metapha, er sei ein Held. Er antwortet „Ich weiß“, was an den berühmten Dialog „Ich liebe dich“ – „Ich weiß“ angelehnt ist.
- Stargate
- Taxi Taxi (Taxifahrt, Taxifahrer)
- Terminator 2 – Tag der Abrechnung („Ensalada Mista“, Taxifahrt, Jens Mauls leuchtendes Auge am Ende und das Konzept, die „Kontamination“ mit höheren technischen Fertigkeiten durch Zeitreise rückwirkend zu verhindern)
- Top Gun (Polaroid-Foto während des Fluges)
- Zurück in die Zukunft (Zeitreise-Anzeige am Sofa, Rocks Faustschlag gegen Maul ist eine Frame-Kopie von Martys Vater gegen Biff, das Zeitsofa wird wie die Zeitmaschine durch einen Zug zerstört)
- Zwölf Uhr mittags (Westernduell)
- Basic Instinct (Befragungsszene von Spuck)
- Der Herr der Ringe: Die Gefährten (Auftritt des schwarzen Ritters – Kameraeinstellungen und Musik)
- X-Men: Die blauen Ringe, die sie bei der Zeitreise mit Jens Mauls Moped durchqueren, erinnern stark an den Vorspann des ersten X-Men-Films, wo die Kamera durch ein blass-blaues Skelett und an mehreren Atomen vorbei fährt.

Außerdem sind Elemente aus den Romanen Per Anhalter durch die Galaxis, Die Säulen der Erde (Graf William von Shiring –Herzog William der Letzte von Shareholding), Timeline und Findet Nemo (Zitat: „Rettet die Wale, findet Nemo“) sowie der Kinder-Quizshow 1, 2 oder 3 (Beam-Szene) und der Spielshow Glücksrad (Punktetafel beim Ritterturnier erinnert an die Ratewand) zu sehen. Auch Markennamen werden persifliert wie Chio-Chips (abgewandelt zu „Chic“) oder der Sarotti-Mohr. Die Werbung „Mars macht mobil – bei Arbeit, Sport und Spiel!“ wird durch den Satz „Der Mars macht mobil“ aufgegriffen. Des Weiteren wird auf die Comicfigur „Captain America“ angespielt (Rock wirft einen rot-weißen Schild in dessen Stil).

## Hintergrund
- Nach dem großen Erfolg des Vorgängerfilms Der Schuh des Manitu ließ Michael Herbig die Zuschauer der Bullyparade über das Thema des nächsten Films abstimmen. Zur Auswahl standen eine Fortsetzung des Manitu-Films, eine Sissi-Verfilmung, ein (T)Raumschiff-Film, ein „Film, wo keiner mit rechnet“ (der dann auch so geheißen hätte) und mit „Bully, hör auf mit dem Scheiß“ ein Ratschlag, von Kinofilmen in Zukunft doch gänzlich die Finger zu lassen. Die Mehrheit entschied sich für das Weltraum-Thema.[6] Jahre später entschieden sich die Verantwortlichen, zusätzlich auch den Sissi-Film zu produzieren. Am 25. September 2007 erschien daher der Animationsfilm Lissi und der wilde Kaiser mit den Stimmen von Herbig, Tramitz und Kavanian. Auch eine Fortsetzung des Manitu-Films kommt 2025 mit „Das Kanu des Manitu“ in die Kinos.
- Der Schuh des Manitu und (T)Raumschiff Surprise sind inhaltlich insofern verzahnt, als die Haupthandlung des Manitu-Films kurz nach dem Eintreffen der Surprise-Mannschaft im Wilden Westen beginnen soll. Diese Parallelen werden im Film unter anderem durch einen Zeitungsartikel und durch eine Bemerkung des Bösewichts Santa Maria („John, du hast zehn Minuten; wir wollen den Apachen doch heute noch ein Stammlokal verkaufen!“) angezeigt. Weitere Zusammenhänge sind: a) der Zug, der die Draisine der Schoschonen im Manitu-Film überfährt, zerstört auch das Zeit-Sofa, sowie b) Winnetouch, der ganz am Ende des Films (erst nach dem Abspann) auf dem (T)Raumschiff Surprise anheuern will („Braucht’s ihr noch 'nen Perlentaucher?“).
- Das Budget des Films betrug 9 Millionen Euro.
- Der Film ist mit drei Schauspielern, die in jeweils einem Otto-Film in der Gegenspielerrolle auftraten, besetzt: Sky du Mont (Otto – Der Film), Hans-Peter Hallwachs (Otto – Der Außerfriesische), Reiner Schöne (Otto – Der Katastrofenfilm).
- Reiner Schöne wirkte auch in Episoden der Serien Raumschiff Enterprise: Das nächste Jahrhundert und Babylon 5 mit.
- Zum Film erschien ein Hintergrund-Buch, in dem die Vorgeschichte erläutert und Zusatzinformationen gegeben werden. So werden Einzelheiten wie das Baujahr der Surprise (2150) und die „Mopsgeschwindigkeit“ (0,98888-fache Lichtgeschwindigkeit, benannt nach Ferdinand Mops) bekannt, sowie dass die Besiedlung des Mars durch die fiktive Fernsehsendung „Auf gehts!“ vorangetrieben wurde, die erstmals durch eine Castingshow ausgewählte Kandidaten zum Mars schickte, um diesen besiedeln zu lassen (darunter waren auch Monika und Kalle Rogul: die Eltern des Regulators).
- Am 22. Juli 2004 wurde auf ProSieben ein 60-minütiges Making-of zum Film gezeigt.[7]
- Im Jahr 2017 erschien zum 20-jährigen Jubiläum der Bullyparade Bullyparade – Der Film, ein Episodenfilm unter der Regie von Michael Herbig. Eine der fünf Episoden des Films ist eine weitere Traumschiff-Parodie, in der die Figuren aus (T)Raumschiff Surprise einen Auftritt haben.
- Der Navigator an Bord der Surprise heißt Pawel Popowitsch, eine Anspielung auf den sowjetischen Kosmonauten Pawel Romanowitsch Popowitsch.

## Soundtrack
| Der Soundtrack des Films umfasst sechzehn Titel: - Life Is So Sad – Paulina Jones - Space Taxi (Radio Version) – Stefan Raab - Let's Make a Baby – Barry Tenderloin - Top of the Sky – Dick Brave and the Backbeats - Dreamship Surprise – Bonita - Smoke Gets in Your Eyes – The Platters - Miss Waikiki – Schrotty (Rick Kavanian) - I Want Rock – Dicks on Fire - Schönen guten Tag, ich denk an Liebe – Brigitte Spuck (Bully) - Schnuffi-Puffi – Santa Maria (Sky du Mont) - Straight to Hell – Rage - Spuckys Teatime Song – Brigitte Spuck (Bully) - Space Taxi (Funny Movie Mix) – Stefan Raab - Come A 'ama – 2 Hawaii - Top of the Sky (Movie Mix) – Herzog William Der Letzte (Sky du Mont) - Cembalo-Bossa – Des Herzogs Berater |

Zudem ist eine CD mit der Hintergrundmusik des Films (komponiert von Ralf Wengenmayr) erschienen.

## Auszeichnungen
2004
- Bambi in der Kategorie Sonder-Bambi
- Deutscher Comedypreis in der Kategorie Beste Kino Komödie
- Deutscher Comedypreis in der Kategorie Bester Comedian für Michael Herbig in „(T)Raumschiff Surprise – Periode 1“
- G.Q. Award in der Kategorie Film des Jahres
- Goldene Leinwand (3 Millionen Besucher)
- Goldene Leinwand mit Stern (6 Millionen Besucher)
- Goldene Leinwand mit 2 Sternen (9 Millionen Besucher)
- Box Office Germany Award (Bogey) in Platin (über 5 Millionen Kinobesucher in 50 Tagen)

2005
- Goldene Kamera in der Kategorie Comedy
- Bayerischer Filmpreis in der Kategorie Bester Comedy Film
- Porzellan-Löwe der Bayerischen Staatskanzlei in der Kategorie Erfolgreichster Film
- Jupiter in der Kategorie Bester deutscher Regisseur für Michael Herbig und „(T)Raumschiff Surprise – Periode 1“
- DIVA-Award in der Kategorie Publikumspreis
- Sonderpreis für deutsche Produktionen des Curt-Siodmak-Preises

Die Deutsche Film- und Medienbewertung (FBW) zeichnete den Film mit dem Prädikat „wertvoll“ aus.

## Ausstrahlung in Deutschland
In Deutschland lief die Free-TV-Premiere am 5. November 2006 auf ProSieben. Diese verfolgten insgesamt 7,05 Millionen Zuschauer bei einem Marktanteil von 19,3 Prozent. In der werberelevanten Zielgruppe waren es 5,65 Millionen bei 34,2 Prozent Marktanteil. Im Anschluss wurde ein Bully Spezial zum Film gesendet, welches 3,05 Millionen Zuschauer verfolgten. Bei 24,5 Prozent lag der Marktanteil in der Gruppe der 14- bis 49-Jährigen.

## Kritik
Der Film wurde von Seiten der Schwulenszene zum Teil kritisiert, da die überwiegend homosexuellen Protagonisten durchweg klischeeüberfrachtet dargestellt werden. Peter Polzer, Chefredakteur des schwul-lesbischen Magazins Siegessäule merkte etwa an, er fühle sich nicht wohl, „wenn einem Millionenpublikum ein weiteres Mal vorgespielt wird, dass schwule Männer keine Männer sind“. Ralf König bezeichnet den Film als „endlosen Detlev-Witz in High-Tech.“ Er habe nichts gegen Klischees, er arbeitete selber mit ihnen, jedoch komme es auf die Zwischentöne an, und der Film sei ihm zu eindimensional auf Tunten beschränkt.

„Überbordende Aneinanderreihung von Gags und Gesang, trivialen Parodien und Anspielungen aufs Science-Fiction-Genre, bei der sich inszenatorisch aufwändige Szenerien und platte, teils derbe Verbalerotik die Balance halten. Die atemlose Nummernrevue lässt weder Maß noch satirische Schärfe erkennen und bezieht allenfalls aus dieser ‚Absichtslosigkeit‘ einen gewissen Charme.“

„Die Sci-Fi-Parodie ‚(T)Raumschiff Surprise – Periode 1‘ ist witzig, albern und technisch auf einem erstaunlichen Niveau. Der große Überraschungseffekt von ‚Der Schuh des Manitu‘ kann selbstverständlich nicht mehr erzielt werden, aber ‚Bully‘ gibt seinen Fans genau das, was sie wollen. Bleibt festzuhalten, dass Michael ‚Bully‘ Herbig und sein Team auf die ganz sichere Nummer setzten und somit die Erwartungen erfüllen, aber keineswegs übertreffen.“

„Auch diesmal wärmt Michael Herbig nicht einfach die Gags aus seiner TV-Show Bullyparade auf, sondern liefert eine perfekt und liebevoll inszenierte Science-Fiction-Parodie in klassischer Mel-Brooks-Tradition, die ihren Bogen von Star Wars bis Zurück in die Zukunft spannt. Hier kommen sowohl Genre- als auch Manitu-Fans auf ihre Kosten. Vor allem aber beweist sich Herbig einmal mehr als das große deutsche Regietalent, das nicht nur Witze reißen, sondern auch kinotaugliche Geschichten erzählen und Schauspieler zu Höchstleistungen anstacheln kann. […] Bully ist der Beste: Wer Der Schuh des Manitu mochte, wird (T)Raumschiff Surprise lieben.“